# كيدي بلازما 6
كيدي بلازما 6 (بالإنجليزية: KDE Plasma 6)‏ هي الإصدار السادس لبيئة سطح المكتب بلازما من تطوير كيدي. سبقتها كيدي بلازما 5 وأصدرت في 28 فبراير 2024.